# Каракол (приток Ануя)
Каракол (Потайнуха) — река в России, протекает по Усть-Канскому району Республики Алтай. Устье реки находится в 294 км от устья Ануя по левому берегу. Длина реки — 32 км.

## Притоки
- Левые (от истока к устью): Пихтовый (ручей берёт начало в Солонешенском районе Алтайского края), Чимчака.
- Правый: Усть-Куча.

## Населённые пункты
На берегах расположено село Каракол Усть-Канского района республики Алтай. Чуть выше устья расположено село Чёрный Ануй.

## Данные водного реестра
По данным государственного водного реестра России относится к Верхнеобскому бассейновому округу, водохозяйственный участок реки — Обь от слияния рек Бия и Катунь до города Барнаул, без реки Алей, речной подбассейн реки — бассейны притоков (Верхней) Оби до впадения Томи. Речной бассейн реки — (Верхняя) Обь до впадения Иртыша.